# Großwilfersdorf
Großwilfersdorf – gmina w Austrii, w kraju związkowym Styria, w powiecie Hartberg-Fürstenfeld. Liczy 2031 mieszkańców (1 stycznia 2015).